# August von Knieriem
August von Knieriem, född 11 juni 1887 i Riga, död 17 oktober 1978 i Heidelberg, var en tysk företagsledare och advokat som åtalades vid IG Farben-processen där han frikändes i brist på bevis. 
von Knieriem var son till Johann August von Knieriem och Maria, född Schwartz. Han studerade juridik vid Tübingens universitet och avlade doktorsexamen 1908. Från 1942 var han medlem i Nationalsocialistiska tyska arbetarepartiet.
Knieriem var gift och far till tre barn.